# 威廉·A·哈兹尔廷
威廉·A·哈兹尔廷 (英語：William A. Haseltine；1944年10月17日—）是一位美国免疫学家和商人，哈佛大学医学院教授，主要研究方向为人類免疫缺陷病毒与艾滋病。